# Coupe d'Allemagne de football 1942
Navigation
Édition précédente Édition suivante
La Coupe d'Allemagne de football 1942, appelée Tschammer-Pokal 1942, est la huitième édition de la Coupe d'Allemagne. La compétition est remportée par le TSV Munich 1860 qui bat en finale le FC Schalke 04, le 15 novembre 1942 au Stade olympique de Berlin.

## Premier tour final
Les rencontres se disputent le 20 juillet 1942.
| Équipe 1                     | Résultat  | Équipe 2               | Rejoué |
| ---------------------------- | --------- | ---------------------- | ------ |
| Arminia Bielefeld            | 4–0       | LSV Gütersloh          |        |
| VfB Stuttgart                | 6–1       | TSG 1861 Ludwigshafen  |        |
| VfB Königsberg               | 6–0       | MTV Ponarth            |        |
| SV Neufahrwasser             | 3–2       | LSV Heiligenbeil       |        |
| HuS Marienwerder             | 1–2       | LSV Stettin            |        |
| Stettiner SC                 | 1–2       | LSV Pütnitz            |        |
| Blau-Weiß 90 Berlin          | 3–0       | Lufthansa SG Berlin    |        |
| Hallesche FV Sportfreunde    | 1–2       | SC Minerva Berlin      |        |
| SpVgg Breslau 02             | 12–3      | LSV Görlitz            |        |
| LSV Boelcke Krakaus          | 2–5       | TuS Lipine             |        |
| LSV Reiecke Brieg            | 3–1       | LSV Olmütz             |        |
| FV Germania Königshütte      | 3–5       | LSV Adler Deblin       |        |
| NTSG Falkenau                | 3–1       | Planitzer SC           |        |
| Döbelner SC                  | 4–1       | NSTG Prag              |        |
| SV Dessau 05                 | 2–0       | Eintracht Braunschweig |        |
| SV Werder Bremen             | 5–1       | SC Victoria Hambourg   |        |
| Hamburger SV                 | 6–0       | Eimsbütteler TV        |        |
| Hannover 96                  | ap 3–3 ap | SV Fortuna Leipzig     | 2–4    |
| Reichsbahn SG Borussia Fulda | 1–6       | Westende Hamborn       |        |
| SV Schwarz-Weiß 07 Esch      | 2–5       | FV Stadt Düdelingen    |        |
| SV Victoria 11 Köln          | 2–3       | SpVgg 07 Sülz          |        |
| Hamborn 07                   | 0–2       | FC Schalke 04          |        |
| FC Hanau 93                  | 2–1       | 1. FC Schweinfurt 05   |        |
| SV Waldhof Mannheim          | 3–1       | VfR Mannheim           |        |
| 1. FC Kaiserslautern         | 2–3       | Kickers Offenbach      |        |
| Borussia Neunkirchen         | 4–5       | SG SS Straßburg        |        |
| Rot-Weiß Essen               | 2–5       | VfL 99 Köln            |        |
| FC Mülhausen 1893            | 2–1       | RC Strasbourg          |        |
| SG Böblingen                 | 2–3       | Stuttgarter Kickers    |        |
| Eintracht Frankfurt          | 4–1       | SpVgg Fürth            |        |
| TSV 1860 München             | 5–3       | SK Rapid Wien          |        |
| Wiener AC                    | 1–2       | First Vienna FC        |        |

## Deuxième tour final
Les rencontres se déroulent le 9 aout 1942.
| Équipe 1            | Résultat  | Équipe 2              |
| ------------------- | --------- | --------------------- |
| Westende Hamborn    | 1–0       | DSC Arminia Bielefeld |
| FC Mülhausen 1893   | 0–2       | VfB Stuttgart         |
| SV Dessau 05        | 5–3       | Döbelner SC           |
| LSV Stettin         | 4–1       | VfB Königsberg        |
| LSV Pütnitz         | 3–2       | SV Neufahrwasser      |
| TuS Lipine          | 4–0       | SpVgg Breslau 02      |
| LSV Adler Deblin    | 7–1       | LSV Reinecke Brieg    |
| FC Schalke 04       | 6–0       | Eintracht Frankfurt   |
| VfL 99 Köln         | 1–2       | SV Werder Bremen      |
| Kickers Offenbach   | 3–1       | FC Hanau 93           |
| SG SS Straßburg     | ap 5–4 ap | SV Waldhof Mannheim   |
| Stuttgarter Kickers | 1–3       | TSV 1860 München      |
| FV Stadt Düdelingen | 2–0       | SpVgg 07 Sülz         |
| NTSG Falkenau       | 4–0       | First Vienna FC 1894  |
| SV Fortuna Leipzig  | 0–3       | Blau-Weiß 90 Berlin   |
| SC Minerva Berlin   | 0–2       | Hamburger SV          |

## Huitièmes de finale
| Équipe 1            | Résultat | Équipe 2            |
| ------------------- | -------- | ------------------- |
| LSV Stettin         | 4–1      | LSV Pütnitz         |
| TuS Lipine          | 4–1      | LSV Adler Deblin    |
| SV Werder Bremen    | 6–1      | Kickers Offenbach   |
| FC Schalke 04       | 4–1      | Westende Hamborn    |
| TSV 1860 München    | 15–1     | RC Strasbourg       |
| VfB Stuttgart       | 0–2      | FV Stadt Düdelingen |
| Hamburger SV        | 3–4      | SV Dessau 05        |
| Blau-Weiß 90 Berlin | 4–1      | NTSG Falkenau       |

## Quarts de finale
| Équipe 1            | Résultat | Équipe 2            |
| ------------------- | -------- | ------------------- |
| SV Dessau 05        | 0–4      | FC Schalke 04       |
| FV Stadt Düdelingen | 0–7      | TSV 1860 München    |
| TuS Lipine          | 4–1      | Blau-Weiß 90 Berlin |
| SV Werder Bremen    | 4–1      | LSV Stettin         |

## Demi-finales
| Équipe 1         | Résultat | Équipe 2         |
| ---------------- | -------- | ---------------- |
| TSV 1860 München | 6–0      | TuS Lipine       |
| FC Schalke 04    | 2–0      | SV Werder Bremen |

## Finale
La finale se joue le 15 novembre 1942 au Stade olympique de Berlin.
| Entraîneur : |
| Max Schäfer  |

| Entraîneur : |
| Otto Faist   |

| Entraîneur : |
| Max Schäfer  |

| Entraîneur : |
| Otto Faist   |